# دم تنغ درة نا (بهمئي غرمسيري الشمالي)
دم تنغ درة نا (بالفارسية: دم‌تنگ دره‌نا) هي قرية تقع في إيران في قسم بهمئي غرمسیري الشمالي الريفي. يقدر عدد سكانها بـ 62 نسمة .